# Emil Stejnar (Autor)

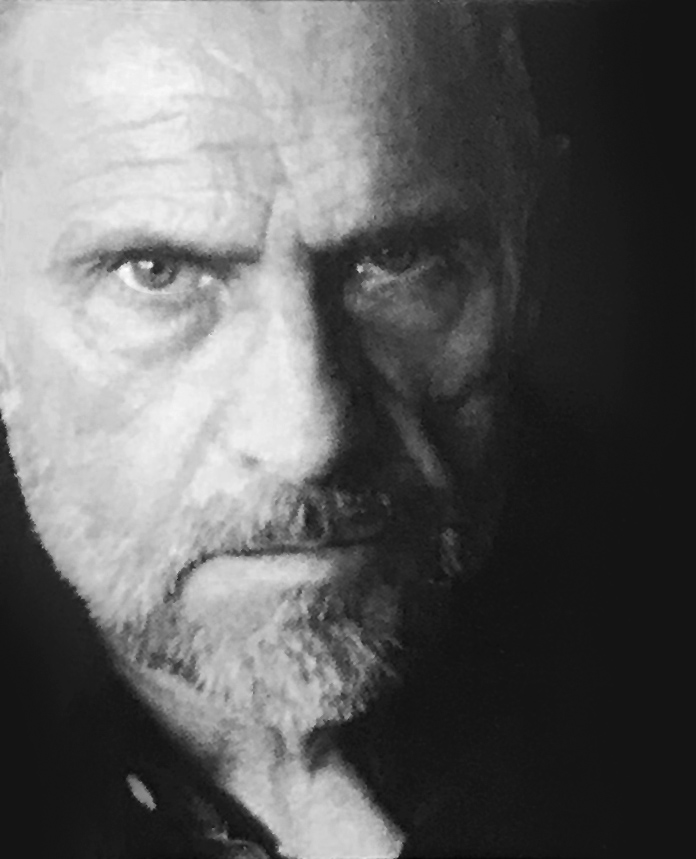
Emil Stejnar (1990)

Emil Stejnar (* 21. Januar 1939 in Wien) ist ein österreichischer Astrologe und Autor esoterischer Werke.

## Leben
Emil Stejnar, der Sohn des gleichnamigen Architekten und Designers, machte eine Ausbildung zum Gold- und Silberschmied in Wien und wanderte 1957 nach Schweden aus. Dort betrieb er eine Schmuckwerkstätte und widmete sich okkulten Studien. 1968 heiratete er und kehrte in seine Geburtsstadt Wien zurück.
Sein besonderes Interesse galt der Freimaurerei und der Astrologie, weil er dort nach eigenen Aussagen die Schnittstellen fand, die die „Welt des Geistes“ mit der „Welt der Materie“, also die Welt der Esoterik mit der Welt der Wissenschaft verbinden. 1990 gründete er im Rahmen der freimaurerischen Forschungsloge Quatuor coronati den „Esoterischen Kreis“, um Magie und Mystik in der Freimaurerei und in der christlichen Tradition zu erforschen.
In Wien betrieb er 20 Jahre lang als „Astrologe und Magier“ das kommerzielle „Institut für wissenschaftliche Schicksalsforschung“. Die Anerkennung der kommerziellen Beschäftigung mit der Astrologie durch die Gewerbeämter Österreichs war ihm ein Anliegen. Als Astrologe beschäftigte sich Stejnar unter anderem mit den Werken Franz Bardons, dem er sich auch geistig verbunden fühlt. In Kooperation mit Heinz Fidelsberger von der Wiener Astrologischen Gesellschaft bemühte er sich um eine Abgrenzung der Astrologie von der Wahrsagerei.

## Lehren
Stejnar postulierte die Existenz „menschlicher feinstofflicher Körper“ und „Bewusstseinsfelder“, die er als „kosmobiologische Struktur psychophysischer Kraftfelder“ und „übergeordnete Seelenorgane“ bezeichnete. Diese besäßen Entsprechungen zu „astrologischen Planetenprinzipien“. Emil Stejnars gnostisch und hermetisch geprägte Lebensbewältigungskonzepte enthalten Praktiken und Übungen zur „Charakterveredelung“ und zur Schulung der Willens- und Vorstellungskraft zwecks Erlangung von Selbsterkenntnis.

## Publikationen (Auswahl)
Stejnars Werke erschienen anfangs in kleinen Auflagen im Eigenverlag. Ab 2007 verlegte der Wiener Ibera Verlag seine ersten zehn Bücher. Seit 2018 veröffentlicht der Autor Folgeauflagen und neue Werke im eigenen Stejnar Verlag (Mödling).
- Exerzitien für Freimaurer. Instruktionen und Logenvorträge. Bauhütten-Verlag, Münster 1984, ISBN 3-870501-62-6.
- Das Schutzengelbuch. Wie erlangt man Kontakt mit höheren Wesen. Ibera, Wien 2007, ISBN 978-3-85052-251-9.
- Die vier Elemente. Der geheime Schlüssel zur geistigen Macht. Ibera, Wien 2008, ISBN 978-3-85052-247-2.
- Außerkörperliche Erfahrungen. Wie man lernt ohne seinen Körper zu leben. Ibera, Wien 2008, ISBN 978-3-85052-248-9.
  - Out-of-Body Experiences. Stejnar, Mödling 2022, ISBN 978-3-900721-26-8 (englisch).
- Franz Bardon. Tatsachen und Anekdoten um einen Eingeweihten. Ibera, Wien 2010, ISBN 978-3-85052-252-6.
- Der Thebaische Kalender. Die 360 Genien der Erdgürtelzone, die Zeit ihrer Macht und die Praxis der mystischen Invokation. Ibera, Wien 2012, ISBN 978-3-85052-254-0.
- An der Pforte zur letzten Latern. Einweihungsroman. Stejnar, Mödling 2018, ISBN 978-3-900721-00-8.
- Gnosis Tantra Quabbalah. Die Schlange, die Macht und die Kraft. Stejnar, Mödling 2021, ISBN 978-3-900721-13-8.